# Çamlıbelen, Milas
Çamlıbelen là một xã thuộc huyện Milas, tỉnh Muğla, Thổ Nhĩ Kỳ. Dân số thời điểm năm 2011 là 149 người.